# Simon Mepeham
Simon Mepeham (mort le 12 octobre 1333) est un ecclésiastique anglais.

## Biographie
Il est le cinquante-deuxième archevêque de Cantorbéry du 5 juin 1328 à sa mort, malgré son excommunication par le pape Jean XXII en 1333 pour avoir refusé de se soumettre aux procédures judiciaires cléricales dans une querelle l'opposant aux moines du monastère de Saint-Augustin.